# النادي الأثوري الرياضي
النادي الأثوري الرياضي أو نادي أثوري  هو نادي كرة قدم عراقي يقع في بغداد، تأسس في عام 1955. فاز ببطولة دوري المؤسسات (العراق) في موسم 1959–60 تحت قيادة اللاعب والمدرب عمو بابا. هبط النادي من الدوري الممتاز في عام 1961، ويشارك الآن في الدرجات الأدنى من كرة القدم العراقية. يرتدي الفريق قميصًا مخططًا باللونين الأزرق والأبيض. في عام 1974، تم تغيير اسم النادي إلى "التموز"، لكنه عاد إلى اسم نادي أثوري في عام 1987.

## التاريخ
تأسس النادي الأثوري الشهير في بغداد عام 1955 لتمثيل الجالية الأثورية المتزايدة في العاصمة، حيث جاء العديد من الأثوريين إلى بغداد من الحبانية في نفس العام بعد تسليم السيطرة على قاعدة سلاح الجو الملكي إلى العراق من البريطانيين. جاءت فكرة إنشاء نادٍ يمثل المجتمع الأثوري في بغداد من ثلاثة رجال هم يونان قسطنطين، إليشا بابا جورجيس وأبريم بنيامين، الذين تقدموا معًا باسم الجالية الأثورية للحصول على ترخيص للنادي من وزارة الداخلية بموجب قانون الجمعيات الجديد. في 11 مارس 1955، تأسس نادي أثوري مع ستة أعضاء مؤسسين وهم آشور نيقولا كالايتا، شمشون قاشو، يويل بابا جورجيس، يونان قسطنطين، يونان أوراهيم وبنيامين يوسف غاندالو، وبحلول منتصف العام تجاوز عدد أعضاء النادي المائة. كان أول مجلس إدارة للنادي يضم الرئيس آشور نيقولا كالايتا، نائب الرئيس ويلسون بيرا بنيامين، سكرتير النادي بنيامين يوسف غاندالو، واصيل إليشا نمرود كأمين للصندوق ويويل بابا جورجيس كأمين للرياضة. لم يكن النادي مجرد نادي رياضي، بل كان أيضًا ناديًا اجتماعيًا وثقافيًا، وامتد نشاطه إلى مدن أخرى بها جاليات أثورية كبيرة مثل كركوك والموصل.
خلال خمسينيات القرن الماضي، بدأ النادي يكسب سمعة في إنتاج مواهب شابة في كرة القدم مثل خشابا لاوو، الذي اكتشفه المدرب الوطني إسماعيل محمد وانتقل لاحقًا إلى أحد أفضل الفرق في العراق في ذلك الوقت، المصلحة، في عام 1957. ظهر خشابا لأول مرة دوليًا في دورة الألعاب العربية 1957 في بيروت عن عمر 17 عامًا، ليكون أصغر لاعب في البطولة. وتبعه بسرعة لاعبين آخرين مثل جورجيس إسماعيل، ألبرت خشابا وجيلبرت سامي.

## أبطال دوري المؤسسة المركزي

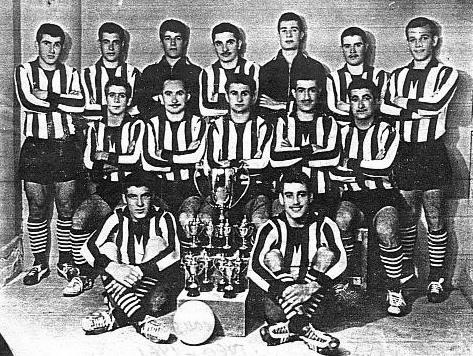
لاعبو أثوري مع كأس دوري المؤسسات - بغداد 1959–60

كان أول مدرب للفريق هو زيا شاؤول، الذي تولى دور اللاعب-المدرب بعد تأسيس الفريق في 1955، لكن تعيين عمو بابا في 1960 أعطى النادي اتجاهًا جديدًا. في سن 24، كان عمو بابا لاعبًا دوليًا وعضوًا منتظمًا في المنتخب العراقي، وقد امتلك خبرة كبيرة من لعبه مع نادي موظفي RAF (الأثوري) وفريق C.C في الحبانية، وفريق الحرس الملكي ونادي القوة الجوية في بغداد. بنى عمو بابا فريقًا قويًا حول اللاعبين الوطنيين، المهاجمين جورجيس إسماعيل وكاكو جورجيس والمدافع سرجيس شمشون. سياسة النادي التي تقتصر على الأثوريين فقط جعلت المدربين يعتمدون على مجموعة محدودة من اللاعبين، وخاصة الشباب، وهو تقليد متبع في أندية باسك مثل أثلتيك بلباو وريال سوسيداد. كان أعظم إنجاز لفريق كرة القدم الأثوري هو الفوز بدوري المؤسسات 1960 (المعروف باسم كأس الدوري العراقي المركزي) بفوز 3–0 على نادي القوة الجوية.
في أواخر السبعينيات، لعب الفريق تحت اسم "التموز"، وبدأت فيه مسيرة لاعبين بارزين مثل عدنان درجال، أيوب أوديشو، معاذ إبراهيم ومظفر جبار.

## نادي أثوري ضد نادي تاج
في الخمسينيات والستينيات، لعب النادي الأثوري مباريات ودية ضد فرق أجنبية من سوريا ولبنان وإيران، أبرزها ضد الإيراني نادي استقلال طهران في طهران، حيث انتهت المباراة بفوز نادي أثوري 5–4 بقيادة القائد آرام كرم. وأجريت مباراتان وديتان أخريان في طهران، ضد نادي شاهين طهران ونادي استقلال طهران.

## تغيير الاسم
في عام 1974، تم تأميم النادي وتغيير اسمه إلى نادي التموز الرياضي، لكنه لم يحظ بشعبية بين المسؤولين والمشجعين، وعمل المسؤولون على إعادة الاسم الأصلي. في 21 ديسمبر 1987، تمت الموافقة رسميًا على إعادة اسم النادي إلى "نادي أثوري الرياضي" من قبل اللجنة الأولمبية.

## الإنجازات
- دوري المؤسسات (العراق)
  - البطل : 1959–60
  - الوصيف : 1958–59

## اللاعبون البارزون
- عمو بابا
- أيوب أوديشو
- باسل كوركيس
- عدنان درجال